# Jan Weenix

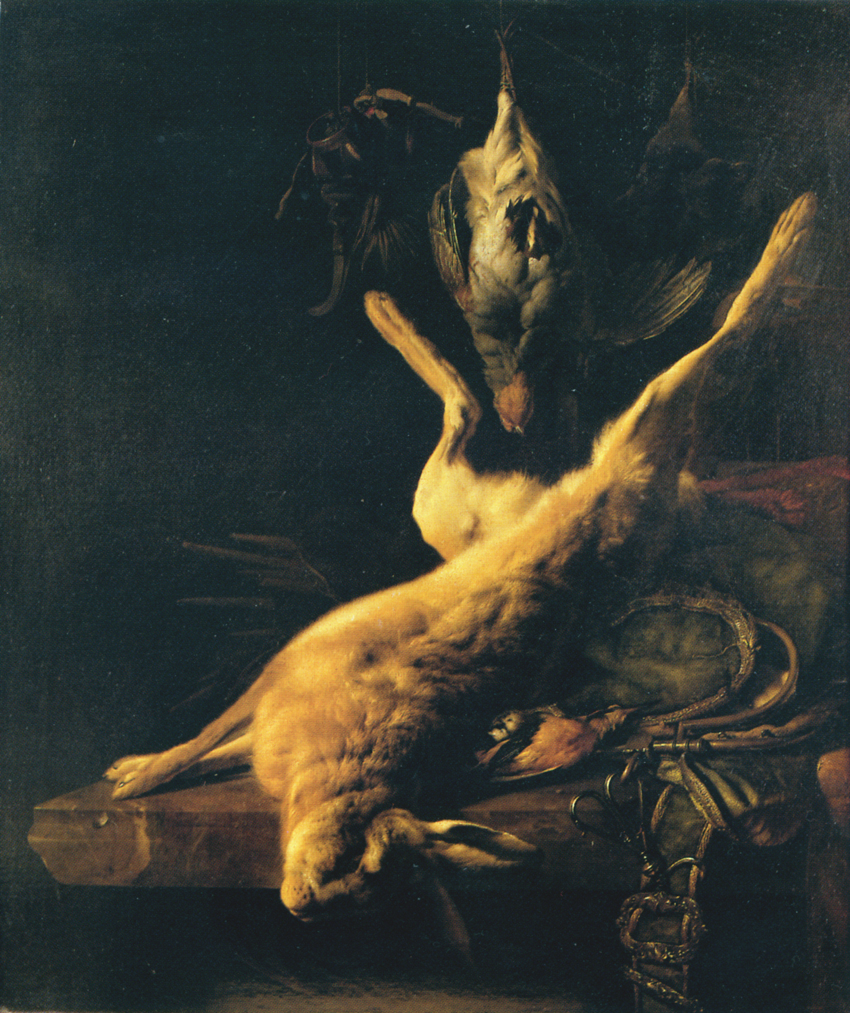
Jan Weenix - Stilleven met dode haas en jonge patrijs

Jan Weenix (Amsterdam, 1640 of 1641 – begraven aldaar, 19 september 1719) was een Nederlands schilder, tekenaar en decoratieschilder en staat bekend als een van de beste en productiefste stillevenschilders. Net als zijn vader, Jan Baptist Weenix, wijdde hij zich aan een veelheid van onderwerpen, maar zijn roem is gebaseerd op zijn schilderijen van dood wild en jachtscènes. Veel schilderijen in dit genre, vroeger toegeschreven aan zijn vader, worden nu beschouwd als van de hand van de zoon.

## Biografie
Over het jaar, waarin Weenix is geboren, bestaat veel onduidelijkheid. Zelf wist hij het blijkbaar ook niet. Op zeer jonge leeftijd vertrok zijn vader naar Rome. Jans moeder was Josijntje de Hondecoeter. Zij was een dochter van Gillis Claesz. de Hondecoeter. Toen zijn vader na vier jaar terugkwam, verhuisde de familie naar Utrecht. Nadat in 1653 haar broer Gijsbert de Hondecoeter daar was overleden, kwamen de kinderen van Gijsbert bij hen inwonen. In 1657 betrok de familie een kasteel in Vleuten.
Toen Jan twintig was, stak hij zijn vader naar de kroon. Jan Weenix werd lid van het Utrechtse schildersgilde in 1664 tot 1668. Jan Weenix trouwde in 1679 in Amsterdam met Pieternella Bakkers. De schepen vermeldde in de huwelijksakte dat hij ongeveer 30 jaar oud was, wonend op de Keizersgracht. Ze hadden twee kinderen: Jan (1781), Josina (1785).
In het Amsterdam Museum hangt een schilderij van de botanicus Agnes Block in haar tuin van de buitenplaats Vijverhof door Jan Weenix. Zij bracht als eerste de ananas via kweek in een broeikas tot bloei. Jan Weenix schilderde in 1697 tsaar Peter de Grote, die voor de eerste keer op bezoek kwam in Zaandam en Amsterdam. Dirk Valkenburg was zijn leerling en woonde, volgens Jan van Gool twee jaar bij hem in.
Jan Weenix schilderde aan het einde van de 17e eeuw vijf vaste schilderijen (behangels) voor een huis op de Nieuwe Herengracht. De opdrachtgever was Jacob H. de Granada, eigenaar van een plantage in Suriname. Vanwege de indrukwekkende zaal aan de voorkant met uitzicht op de Plantage was dat huis in trek bij kunstliefhebbers. Het werd bewoond door schatrijke en kunstzinnige Amsterdammers, zoals Hendrik Gravé, Isaac de Pinto, Willem Sautijn, de gebroeders De Prado, Samuel Iperusz Wiselius en F.J.M.A. Reekers, een vooraanstaand katholiek politicus. De imposante schilderijen werden in 1921 door de Clarissen onderhands verkocht aan W.R. Hearst voor zijn kasteel, Hearst Castle aan de Californische kust. De doeken zijn vervolgens verspreid geraakt over de halve wereld.
Van 1702 tot 1712 was Jan Weenix voor de keurvorst Johan Willem van de Palts in Düsseldorf werkzaam. Voor het jachtslot Bensberg buiten Keulen schilderde hij twaalf gigantische schilderijen (345×562 cm), verdeeld over drie zalen. Weenix kreeg vermoedelijk een jaargeld toegewezen en hoefde daarvoor alleen jaarlijks een schilderij te leveren voor de collectie van het keurvorstelijk paar. (Ook Adriaen van der Werff en Rachel Ruysch waren tot hofschilder benoemd zonder dat ze zich in Düsseldorf hoefden te vestigen). Een aantal schilderijen zijn opgesteld in de Alte Pinakothek in München.
Weenix woonde aan het einde van zijn leven aan de Binnen Amstel en werd begraven in de Nieuwezijds Kapel aan het Rokin.